# Richard Meister
Pour les articles homonymes, voir Meister.
Richard Meister, né le 5 février 1881 à Znaïm en margraviat de Moravie et mort le 11 juin 1964 à Vienne, était un érudit autrichien spécialisé en philologie classique et pédagogie. Il étudia et devint professeur extraordinaire en philologie classique en 1918 et professeur ordinaire en pédagogie en 1923 à l’université de Vienne. Il eut une grande influence dans la politique éducative autrichienne. Après l’annexion de l’Autriche en 1938, il fut limogé de sa chaire de pédagogie. Des membres de la NSDAP ne voulaient plus qu’il influence une discipline aussi importante pour la jeunesse. On lui donna la chaire de philologie classique qu’il conserva jusqu’à la fin de la Seconde Guerre mondiale. Dans l’après-guerre, il exerça d’importantes fonctions dirigeantes : dès 1945 il fut nommé d'abord vice-recteur de l’université de Vienne, dont il devint ultérieurement recteur, et vice-président, puis plus tard président, de l’Académie autrichienne des sciences. Il a surtout marqué les esprits pour son action dans le domaine de la pédagogie bien que ses écrits ne traitent qu’en partie de pédagogie en tant que science. Il travailla aussi sur la philologie classique, l’histoire des instituts scientifiques, la politique éducative et la philosophie culturelle. Dans sa perception du monde, Meister était un humaniste mais aussi un nationaliste allemand.   

## Biographie

### Étude, recherche et carrière
Le père de Richard Meister, Anton Meister, était un avocat travaillant à Znaim (ville tchèque de Znoimo). Il n’existe aucun lien de famille avec Richard (Karl) Meister (1848–1912). Celui-ci était aussi un philologue classique spécialisé dans les dialectes du grec ancien et était professeur au Nikolaigymnasium de Leipzig, l’un des plus anciens lycées d’Allemagne.
Après l’obtention de son baccalauréat en 1899, Richard Meister a étudié à l'université de Vienne la philologie classique, la germanistique, la linguistique comparée et la philosophie. Il fut promu docteur en 1904 par le linguiste Paul Kretschmer grâce à sa thèse Die flexivischen Eigentümlichkeiten in der Sprache der Septuaginta (Les particularités lexiques de la langue des Septuaginta). En 1905, il passe l’examen pour enseigner dans les lycées le latin et le grec ancien ainsi que l’allemand en matière secondaire et ensuite la méthodologie philosophique en 1909. En 1906/1907, Richard Meister participa à la constitution du Thésaurus de langue latine de l’université de Munich. En 1907, Meister fut professeur temporaire de lycée dans sa ville natale. En 1909, il obtint un poste de professeur de lycée à Vienne. À ce moment-là, il s’intéresse de près à la didactique de ses matières, l’éducation au lycée, la valeur éducative de l’antiquité ainsi que de façon générale à la théorie et l’histoire de la pédagogie. Il publia entre autres Über die Verwendung der Aristotelischen Logik im Propädeutikunterricht der humanistischen Gymnasien (De l’utilisation de la logique aristotélicienne dans les cours de méthodologie de lycée), Die Mittel zur wissenschaftlichen Fortbildung der Mittelschullehrer (les moyens de la formation des professeurs de collège) ou Zur didaktischen Behandlung von Ciceros philosophischen Schriften (Du traitement didactique des écrits philosophiques de Cicéron).
Richard Meister est resté célibataire tout au long de sa vie et n’a pas eu d‘enfant.

### Professeur à l’université à partir de 1918
Avant la première guerre mondiale, Richard Meister discuta d’une potentielle habilitation avec le professeur de pédagogie Viennois Alois Höfler.  À la fin de la guerre, cependant, il ne le rejoint pas, car il devint en 1918 professeur agrégé de philologie classique à l'Université de Graz, même s’il n’est pas habilité à ce sujet. En 1920, il prit les mêmes fonctions l'Université de Vienne, où il travailla jusqu'à sa mort. Il fait partie des scientifiques qui ont grandi parmi les germanophones de Moravie et sous le règne des Habsbourg à Vienne. Il en tira de nombreuses opportunités (comme Ernst Mach et Sigmund Freud).
À la Faculté des Arts de Vienne, on tend vers l’idéal éducatif de l’humaniste. Lorsque Höfler meurt, la faculté convoqua le professeur de pédagogie Eduard Martinak, originaire de Graz. Martinak était à l’origine professeur de latin et de grec dans un lycée et un fervent défenseur de la filière classique et fut pressenti pour remplacer Höfler. On fit valoir qu’il avait de l’expérience en tant que professeur de l’école et qu’il connaissait bien la situation des écoles autrichiennes. Il avait même déjà conseillé la faculté dans ses filières de prédilection. La majorité, qui comprend notamment le président de Commission Robert Reininger, vota pour lui et il devint professeur titulaire en 1923.  En tant que professeur titulaire, il aborda principalement le noyau systématique de la pédagogie et l’exploitation par l’établissement d’un système scientifique de la théorie de l’éducation sur la culture d’une base philosophique. Il ne se limita pas à des questions morales et psychologiques ou à des questions de rhétorique.
Depuis les années 1920, il tint -  bien qu’interrompu par la période du national-socialisme - les fonctions de consultant pour les réformes de l'éducation. Dans ses suggestions et propositions pour essayer de redessiner les qualifications pédagogiques des enseignants de l'enseignement secondaire en 1923, il mit l’accent sur une intensification de la formation pédagogique et théorique de candidats par les enseignants dans les écoles secondaires. Cette formation devait comprendre trois axes principaux. Tout d'abord « la philosophie scientifique présupposée » (y compris l'éthique, psychologie), d'autre part une « théorie générale de la pédagogie », et troisièmement un « enseignement de l'éducation spécialisée », c’est-à-dire la didactique et la méthodologie. Ses propositions furent en grande partie validées et incluses dans la nouvelle clause de 1928 pour l’enseignement dans les écoles secondaires, ainsi que dans le rapport établi pour le Règlement des Examens pour la Profession d’Enseignants. 
Richard Meister appartint aussi à des organismes importants comme le Conseil Fédéral de la Culture, créé en 1934, impliqué lui aussi dans l’intégration des lois et régulations éducatives, ainsi que dans les programmes d’études..
Dans ses écrits, Meister se définit par sa clarté. Il était un « homme des définitions ». Sa définition de l’éducation est la suivante :
« L'éducation est l’introduction d’une confrontation à la culture traditionnelle par les adultes, et pour les adolescents et les enfants. »
Ses arguments et formulations ont souvent prévalu. Il s’élève contre Otto Glöckel qui voudrait une école « globale » pour les 10-14 ans. Néanmoins, c’est un homme de compromis.
Jusqu'en 1938, Richard Meister produisit environ 70 thèses pédagogiques en tant que superviseur principal. Pour beaucoup, il ne fut cependant que consultant.
Pour l'année scolaire 1930-1931, il fut doyen de la Faculté des arts. En 1934, il devint membre de l'Académie des sciences de Vienne.
Richard Meister était déjà, dans les années 1920, membre de l'association de Bear Cave, un groupe organisé de professeurs antisémites appartenant à la Faculté de Philosophie. Ils firent notamment obstacle aux carrières universitaires de nombreux Juifs à Vienne.

### Transfert après l’Anschluss
La vision du monde de Richard Meister peut être qualifiée comme suit :
« Il était un libéral humaniste avec une tendance à une culture éclairée et catholique. Il était très influencée par le nationalisme allemand de sa Moravie natale.»
Par conséquent, il est entendu que les socialistes voulaient lui confier la pédagogie. Après l'Anschluss, il devint professeur de philologie classique en octobre 1938 (avec une prépondérance pour le latin).
Arthur Marchet explique :
« En tant qu'éducateur, il a représenté les idéaux éducatifs humanistes... Il a une connaissance incroyable de la loi et est très habile dans la rédaction de notes de service, des propositions de règlements d'examen… Mais chez les étudiants, il n’était pas populaire. Mais les étudiants pensaient qu'il était responsable de nombreuses réglementations injustement. Sa bienveillance elle-même paraissait désagréable. »
À cette époque, Richard Meister avait déjà démissionné en tant qu’enseignant-président, et voulait obtenir le département de philologie. C’est dans cette démarche que Marcher le soutient.
Malgré les réserves émises, Richard Meister continua d’assumer des responsabilités à l’université de philosophie. Il participa à l’élaboration du programme de l’Institut für Lebenswirtschaftskunde et signa les lettres adressées à cette occasion au Ministère du Reich à l'Éducation en qualité de doyen.
L’Institut viennois de philologie n’a dirigé qu’une soixantaine de thèses de doctorat durant la période nazie, toutes suivies par Johannes Mewaldt er Richard Meister, qui ont été acceptées pour la plupart en 1939 et 1940. Environ un tiers d’entre elles manifestaient par endroits une orientation politique.
Richard Meister n’a jamais cherché à devenir membre du NSDAP, bien qu’il ait été membre d’associations affiliées  qui lui auraient permis d’affirmer son engagement pour le nationalisme allemand.
Richard Meister s’acquittait des tâches lui étant confiées, qui impliquaient notamment de vieller à réduire la présence de juifs. Lors de la préparation de l’exposition de 1943 nommée Figures viennoises de l’art et des sciences au XXe siècle, il avisa ainsi le conseiller d'État Ludwig Berg de la nécessité d’exclure certains candidats de la série de portraits à exposer : „Pirquet qui n’est pas assurément aryen“ ainsi que Friedrich von Wieser, „qui n’est pas purement aryen“. Richard Meister s’efforçait alors de se conformer aux exigences des nazis à tout prix. Il rédigea un rapport à l’Académie au sujet d’une exposition se tenant à la même période nommée Vienne – Art et culture de notre temps. Il critiqua à cette occasion le changement soudain des objectifs au cours de la préparation de l’exposition, qui compliquait considérablement son organisation et entravait sa portée didactique. Ainsi, Richard Meister émit des doutes quant à l’organisation d’une exposition dans le strict cadre autorisé. Richard Meister ne s’est jamais exprimé sur le bien-fondé de l’omission du judaïsme dans la représentation de la culture viennoise du début du siècle. À l’après-guerre, des directives administratives et politiques contraires furent données et Richard Meister devenu secrétaire général de l’Académie informa les juifs qui avaient été exclus qu’ils étaient de nouveau membres.

### Après-guerre
Après la guerre, Richard Meister se vit attribuer des fonctions de direction académiques supplémentaires. Il reçut en outre les honneurs d’institutions municipales et scientifiques de Vienne : en 1956 la bague d’honneur de la ville de Vienne et en 1957 la médaille d’Autriche de la science et des arts. Il obtint également le titre honorifique de Hofrat. La rue Meistergasse dans l’arrondissement viennois de Floridsdorf fut baptisée en son nom en 1972, huit ans après sa mort..

#### Professeur de pédagogie et de philosophie de la culture
En 1945, Richard Meister obtint de nouveau une chaire de professeur de pédagogie, étendue par la suite à la philosophie de la culture. Richard Meister expliquera la relation entre ces deux domaines dans une de ses définitions pédagogiques : selon lui, la pédagogie sert en effet à transmettre la culture à travers les générations en exécutant une perpétuelle réinterprétation des objets culturels et en les actualisant.
Chez Richard Meister, la philosophie de la culture, proche du positivisme scientifique, s’inscrit dans la lignée de la philosophie de la réalité (Wirklichkeitsphilosophie) expérimentale de Friedrich Jodl. Richard Meister distinguait trois „zones“ ou „domaines de vie et de création“ présentant des niveaux progressif de liberté accordée par l’État, à savoir la culture économique (comprenant notamment la chasse, l’agriculture, le commerce, le transport), la culture sociale (notamment la famille, l’éducation, la justice, l’État), et la culture intellectuelle au sens strict (notamment la langue, le jeu, la science, la religion).
Lorsque Bernhard Möller, qui deviendra lui-même professeur de pédagogie de l’école à l’université Carl von Ossietzky d'Oldenbourg, alla consulter Richard Meister au début au début de ses études, voici ce que celui-ci lui dit :
„Vous savez, il n’est à proprement parler pas possible d’étudier la pédagogie. Lisez mes Contributions à la théorie de l’éducation (Beiträge zur Theorie der Erziehung). Et je vous recommande de vous pencher sur l’ethnologie comme matière secondaire...“
Meister recommanda ainsi son recueil de 200 pages publié en 1946 et composé de plusieurs petits écrits. Un second recueil portant le même titre sortit un an après sa mort. La nature multiple de son engagement explique pourquoi Richard Meister a publié un grand nombre de publication plutôt concises sur des thèmes variés plutôt qu’une monographie volumineuse sur un thème précis de la pédagogie, à l’exception de son ouvrage historique Entwicklung und Reformen des österreichischen Studienwesens (1963).
Si Richard Meister était réputé être « un professeur sec et pédant », il s’attachait toutefois à l’élargissement de l’offre d’enseignement en incluant des professeurs honoraires pour la pédagogie de l’école élémentaire et du collège et la théorie de la formation continue. Ces professeurs externes offraient alors une passerelle directe au ministère fédéral de l'Éducation et des Femmes, alors dirigé par le Parti populaire autrichien (ÖVP) et au rectorat (Stadtschulrat) de Vienne dirigé par le Parti social-démocrate d'Autriche (SPÖ), et ainsi, aux deux principaux partis politiques.
Comme on craignait de ne pas lui trouver de successeur compétent, Richard Meister conserva sa chaire jusqu’à ses 75 ans en 1956. Il accepta 44 thèses de doctorat en pédagogie dans la période d’après-guerre. En dépit du grand nombre de thèses qu’il a dirigé avant et après la période nazie, aucune n’a débouché sur un doctorat d’État. Josef Lehrl, ancien enseignant au collège actif dans l’université populaire, lui succéda avant de mourir un an seulement après. C’est ensuite Richard Schwarz, jusqu’alors professeur à l’ Université Otto-Friedrich de Bamberg, qui fut désigné pour succéder à sa chaire (de 1958 à 1963).

#### Direction de l‘université
En 1945, Richard Meister devint recteur-adjoint de l’Université de Vienne. Durant les premières années qui suivirent la guerre, les responsables de l’université avaient nombre de décisions à prendre. Richard Meister soumit à la faculté de philosophie un rapport avec des recommandations sur les instituts universitaires établis durant l’époque nazie : il proposa de réunir l’institut de folklore avec celui de germanistique, de renoncer à un institut pour « l’histoire des services postaux » - qui était trop spécifique, et de renommer sous son nom original « l’institut pour l’économie domestique » qui avait été intégré à l’université en 1940 et renommé cette année-là l’institut pour « les sciences de devoirs féminins ». De plus il était question du rappel des professeurs renvoyés ; cela n’a pas marché pour le psychologue Karl Brüher, alors que celui-ci – qui s’était opposé au rappel de Richard Meister en 1923 – avait selon Richard Meister observé une « friendly attitude » (attitude amicale) à son égard. Richard Meister contribua également de façon significative au processus de « dénazification », tant au niveau de l’université que de l’académie de Vienne, étant donné qu’il n’avait pas été membre du NSDAP et ainsi n’avait pas été « affecté ». De plus, il cherchait également à engager des anciens membres du NSDAP dans la mesure où la législation en vigueur l’autorisait, pour réduire au maximum la perte des professeurs compétents, ce qui fut critiqué par le Ministère de l’éducation. La faculté de droit et de sciences politiques lui décerna en 1948 un Doctorat honoris causa en Droit. Wie sehr er an der Universität geschätzt wurde, drückt sich auch in seiner Wahl zum Rektor für das Studienjahr 1949/50 aus.

#### Présidence de l’Académie des Sciences
À partir de 1945, Richard Meister devint vice-président de l’Académie autrichienne des Sciences – ainsi nommée depuis 1947. Pour le jubilé de ses 100 ans, il présenta en 1947 une Histoire de l’Académie – un travail qu’il avait entrepris depuis 1943, en plein milieu de la guerre. Il aborda également la période nazie qui vient de s’achever, mais il y fit preuve d’une tendance à la banalisation. Cela est tout de suite reconnaissable dans son ressenti général :
« L’activité de l’Académie en elle-même, tant dans son fonctionnement que dans le contenu et l’esprit de son travail, n’a pas été significativement influencée par ce changement politique. »
En 1951, Richard Meister est devenu président de l’Académie, et il le resta jusqu’en 1963, soit un an avant sa mort. Ses missions étaient devenues encore plus diverses et nombreuses après la fin de la guerre. Ainsi, il a écrit dans une lettre à son ami Heinrich von Srbik :
« Rien n’a changé, à savoir que le travail le plus compliqué m’arrive à l’instant. »
En 1957, il fut élu membre honoraire de l’Académie des Sciences de Saxe.

## Œuvres (Sélection)
- Die Bildungswerte der Antike und der Einheitsschulgedanke. Auto-édition, Graz 1920.
- Vorschläge und Anregungen zu einer Neugestaltung der pädagogischen Vorbildung der Mittelschullehrer. Dans : Monatshefte für deutsche Erziehung 1, 1923, p. 1–9.
- Humanismus und Kanonproblem. Gesammelte Vorträge und Aufsätze. Österreichischer Bundesverlag, Vienne 1931 (pour la didactique de l’enseignement des langues classiques).
- Seinsformen der Kultur. Dans : Blätter für Deutsche Philosophie 17, 1943, p. 361–379.
- Beiträge zur Theorie der Erziehung. Sexl, Vienne 1946, 2e édition 1947.
- Geschichte der Akademie der Wissenschaften in Wien 1847–1947 (= Denkschriften der Gesamtakademie; 1). Adolf Holzhausen Nachfolger, Vienne 1947.
- Die Zonengliederung der Kultur. Dans : Wiener Zeitschrift für Philosophie, Psychologie, Pädagogik 3, 1951, 188ff.
- Geschichte des Doktorates der Philosophie an der Universität Wien. Rohrer, Vienne 1958.
- Entwicklung und Reformen des österreichischen Studienwesens, 2 volumes. Böhlau, Graz env. 1963.
- Beiträge zur Theorie der Erziehung. Neue Folge. Böhlau, Graz env. 1965.

Bibliographies :
- Bibliographie Richard Meister 1906–1951. Zum 70. Geburtstag ... von der Universität Wien. Holzhausen, Vienne 1951.
- Ludmilla Krestan: Bibliographie Richard Meister. Dans : Erkenntnis und Erziehung. Vienne 1961, p. 169–183.
- Friedrich Kainz: Schriftenverzeichnis. Dans : Almanach der Österreichischen Akademie der Wissenschaften 114, 1964, p. 286–311.